# ラファエレ・ストルティ
ラファエレ・ストルティ（Raffaele Storti、2000年12月19日 - ）は、トップ14スタッド・フランセ・パリに所属するラグビーユニオン選手。

## プロフィール
- ポルトガル出身。
- ポジションはウィング(WTB)。
- 身長 178cm、体重 83kg
- U20ポルトガル代表に選ばれたことがある[1]。
- ポルトガル代表キャップは24（2024年10月現在）でラグビーワールドカップ2023のポルトガル代表に選ばれた[2]。
- 7人制ポルトガル代表に選ばれたことがある[3]。

## 略歴
テクニカル、ペニャロール、テクニカルを経て、2021年、スタッド・フランセに加入。